# Goeldichironomus natans
Goeldichironomus natans är en tvåvingeart som beskrevs av Reiss 1974. Goeldichironomus natans ingår i släktet Goeldichironomus och familjen fjädermyggor. Inga underarter finns listade i Catalogue of Life.